# Јизерњи Втелно
Јизерњи Втелно (чеш. Jizerní Vtelno) је насељено мјесто са административним статусом сеоске општине (чеш. obec) у округу Млада Болеслав, у Средњочешком крају, Чешка Република.

## Становништво
Према подацима о броју становника из 2014. године насеље је имало 340 становника.